# Municipio de Prairie Creek (Indiana)
El municipio de Prairie Creek (en inglés: Prairie Creek Township) es un municipio ubicado en el condado de Vigo en el estado estadounidense de Indiana. En el año 2010 tenía una población de 1195 habitantes y una densidad poblacional de 11,97 personas por km².

## Geografía
El municipio de Prairie Creek se encuentra ubicado en las coordenadas 39°17′31″N 87°31′52″O / 39.29194, -87.53111. Según la Oficina del Censo de los Estados Unidos, el municipio tiene una superficie total de 99.84 km², de la cual 98,4 km² corresponden a tierra firme y (1,44 %) 1,44 km² es agua.

## Demografía
Según el censo de 2010, había 1195 personas residiendo en el municipio de Prairie Creek. La densidad de población era de 11,97 hab./km². De los 1195 habitantes, el municipio de Prairie Creek estaba compuesto por el 97,66 % blancos, el 0,59 % eran afroamericanos, el 0,17 % eran amerindios, el 0,17 % eran asiáticos, el 0,25 % eran de otras razas y el 1,17 % eran de una mezcla de razas. Del total de la población el 1,17 % eran hispanos o latinos de cualquier raza.